# Ljuberađa
Ljuberađa (en serbe cyrillique : Љуберађа) est un village de Serbie situé dans la municipalité de Babušnica, district de Pirot. Au recensement de 2011, il comptait 199 habitants.
Ljuberađa est située sur les bords de la Lužnica, un affluent de la Vlasina.

## Démographie
| 1948 | 1953 | 1961 | 1971 | 1981 | 1991 | 2002 | 2011 |
| ---- | ---- | ---- | ---- | ---- | ---- | ---- | ---- |
| 925  | 757  | 738  | 583  | 524  | 368  | 287  | 199  |

|  |